# Onthophagus falsivigilans
Onthophagus falsivigilans är en skalbaggsart som beskrevs av Masumoto 1995. Onthophagus falsivigilans ingår i släktet Onthophagus och familjen bladhorningar. Inga underarter finns listade i Catalogue of Life.